# Kombinat Holzwerkstoffe, Beschläge und Maschinen
Der VEB Kombinat Holzwerkstoffe, Beschläge und Maschinen Leipzig war ein Kombinat in der Deutschen Demokratischen Republik.
Die Betriebe des Kombinats produzierten Faserplatten, Spanplatten, Sperrholz und Furnier sowie Möbelbeschläge, Holzbearbeitungsmaschinen und weitere Zulieferprodukte für die Möbelindustrie. Das Kombinat entstand 1979 aus dem Zusammenschluss von Betrieben der VVB Furniere und Platten Leipzig und VVB Möbel Dresden.
Das Kombinat unterstand dem Ministerium für Bezirksgeleitete Industrie und Lebensmittelindustrie. Weitere zentral geleitete Kombinate im Zuständigkeitsbereich dieses Ministeriums sind in der Liste von Kombinaten der DDR aufgeführt.
Im Zuge der Wende und der anschließenden Wiedervereinigung wurde das Kombinat 1990 aufgelöst und seine Betriebe wurden privatisiert.

## Zugehörige Betriebe
Zum Kombinat gehörten zuletzt die folgenden Betriebe: 
- VEB Vereinigte Holzveredelungswerke Leipzig; (Stammbetrieb)
- VEB Beschläge Luckenwalde
- VEB Chemoart Berlin
- VEB Dübel- und Holzwerk Loitz
- VEB Eichsfelder Sperrholzwerk Gernrode
- VEB Entstaubungsanlagen Crimmitschau
- VEB Faser- und Spanplattenwerk Tangermünde
- VEB Faserplattenwerk Schönheide
- VEB Harzer Holzbearbeitungswerke Ilsenburg
- VEB Holzveredelung Berlin-Karlshorst
- VEB Lüftungs- und Entstaubungsanlagen Bösdorf
- VEB Maschinen- und Anlagenbau Markranstädt
- VEB Maschineninstandhaltung Leipzig
- VEB Metallverarbeitung „Grünes Herz“ Unterschönau
- VEB Metallwaren Glauchau
- VEB Metallwaren Naumburg
- VEB Metallwaren Schmerbach
- VEB Möbelfolie Biesenthal
- VEB Möbelrollen Elterlein
- VEB Olbernhauer Maschinenfabrik
- VEB Pressenbau Glauchau
- VEB Rationalisierung und Holzbearbeitungsmaschinen Zittau
- VEB Rohholz-, Furnier- und Plattenhandel Wiederitzsch
- VEB Spanplattenwerk Beeskow
- VEB Spanplattenwerk Gotha
- VEB Spanplattenwerk Malliß
- VEB Stahlbau Oberlausitz Neugersdorf
- VEB WTZ der holzverarbeitenden Industrie Dresden
- VEB Zentrales Projektierungsbüro der Holz- und Kulturwarenindustrie Leipzig
- VEB Zündwarenwerke Riesa